# Cinnamon Chasers
Cinnamon Chasers es un proyecto de música electrónica de Russ Davies, quien es hijo y sobrino de Dave y Ray Davies de The Kinks originado en Londres, Inglaterra. Este proyecto cuenta con seis álbumes (incluyendo EP y Remixes) y ha ido incrementando en el media desde junio de 2009. La audiencia se ha multiplicado después del lanzamiento del video de la canción Luv Deluxe en septiembre de 2009.

## Discografía
- Jetstreams/Luv Deluxe EP'' (2008) Modus Records.
- A Million Miles From Home (2009) Modus Records.
- Modern Love/End Story (2009) Modus Records.
- The Elements (2009) Modus Records.
- Sunset Drive (2010) Modus Records.
- Science (2011) Modus Records.

### Remixes
- Remixes (Blue) (2010) Virgin Records.
- Remixes By Cinnamon Chasers (2010) Virgin Records.